# 阿格拉布王朝

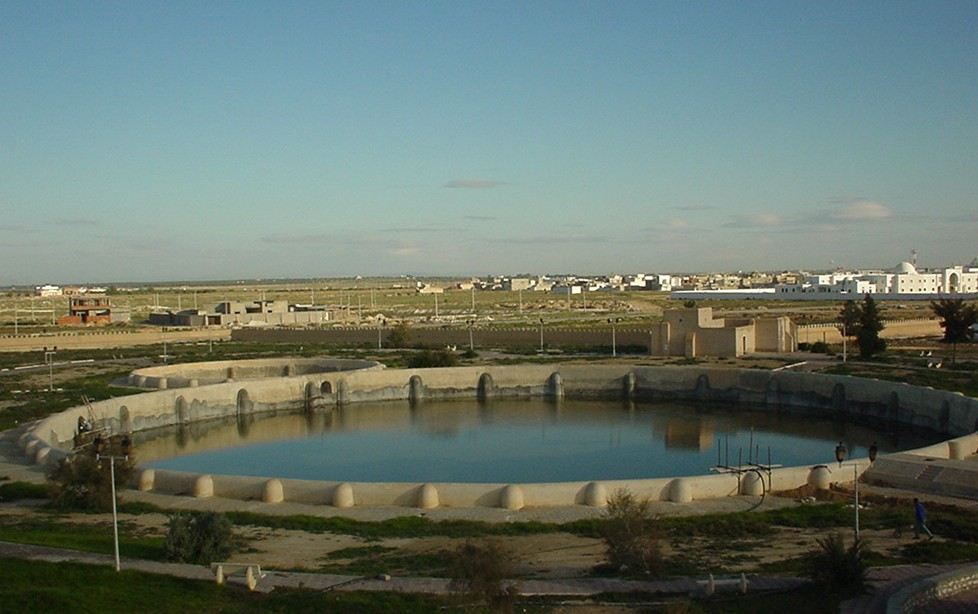
凯鲁万的阿格拉布蓄水池

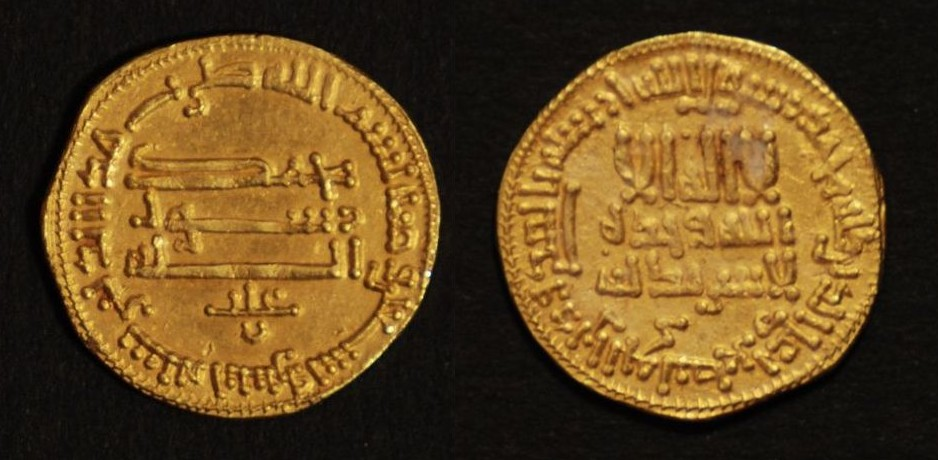
易卜拉欣一世·伊本·阿格拉布（伊斯兰历184-196年）时期的金第纳尔，未写国号（但背面有朝代格言'Ghalab'），无造币厂名（可能铸于凯鲁万，易弗里基叶）。铸造于伊斯兰历192年（公元807或808年）。保存于拉卡达国家伊斯兰艺术博物馆。

阿格拉布王朝（阿拉伯语：‎）是北非易弗里基叶地區的一個阿拉伯埃米尔王朝，創立人易卜拉欣一世·伊本·阿格拉布來自内志地區的巴努台米姆部落。该王朝名义上代表阿拔斯哈里发国统治易弗里基叶地区一个世纪，直到被法蒂玛王朝所灭。

## 历史

### 王朝的建立
自從穆海莱卜家族垮台后，易弗里基叶地區長期處於无政府统治的状态。公元800年，阿拔斯王朝哈里发哈伦·拉希德任命巴努台米姆部落的易卜拉欣一世·伊本·阿格拉布作为易弗里基叶的埃米尔，代表阿拔斯王朝統治該地區，易卜拉欣的父親曾是呼罗珊地區的阿拉伯指挥官。虽然当时大约有10万阿拉伯人居住在易弗里基叶，柏柏尔人仍在該地占絕大比例。
易卜拉欣控制着包括阿尔及利亚东部，突尼斯和的黎波里塔尼亚在内的地区。虽然他实际上独立行使行政、军事、司法和税收等权力，但易卜拉欣从未否认阿拔斯王朝的宗主定位，他每年向阿拔斯王朝的哈里发献贡4万第纳尔，每周五祈祷时的呼图白也會提到哈里发的宗主权。
在国家安定后，易卜拉欣·伊本·阿格拉布在新首都阿巴西耶建立了一个寝宫。之所以选择将寝宫修建于凯鲁万以外的部分原因是为了远离那些反对自己的马立克派法学家和神学家。他们谴责阿格拉布王朝奢侈的生活，对同为穆斯林的柏柏尔人所遭受的不平等待遇感到不满，且阿格拉布王朝在神学思想中属于穆尔太齐赖派，在伊斯兰教法学中是哈乃斐派，与马立克派存在冲突。此外，易卜拉欣在苏塞和莫纳斯提尔设立了边防部队（里巴特）。阿格拉布王朝还在该地区还建立了灌溉系统，并修缮了阿巴西耶的公共建筑和清真寺。据记载，有5000名通过跨撒哈拉贸易购买而来的黑人津芝奴隶参与到了这些工程。

### 征服西西里岛
尽管阿格拉布王朝臣属于阿拔斯哈里发，与倭馬亞家族統治的科尔多瓦酋长国之间存在政治分歧甚至对抗，西班牙的穆斯林仍然派遣了一支舰队在阿斯巴·伊本·瓦吉尔的领导下，帮助阿格拉布征服西西里岛（见穆斯林征服西西里岛）。伊本·卡希尔记录说，这是一支由倭马亚和阿格拉布组成，规模达300艘军舰的联合舰队。阿格拉布包围西西里岛米内奥的军队设法与西班牙安达卢西亚的倭马亚取得了联系。倭马亚立即同意联盟，唯一的条件是阿斯巴担任总指挥官，并且指挥来自易弗里基叶的援军一起向米内奥进军。公元830年7月或8月，西奥多托斯一世突破米内奥的围困撤退到恩纳。易弗里基叶和安达卢西亚联军随后摧毁了米内奥，并围攻下一个城镇，据推测很可能是卡罗尼亚纳（现代的巴拉弗兰卡）。然而这时联军的军营内爆发了一场瘟疫，导致阿斯巴和其他诸多士兵病亡。该镇在秋季陷落，但阿拉伯人的兵力也已消耗殆尽，不得不放弃继续进攻，并向西撤退。西奥多托斯发起追击并重伤阿拉伯军队，因此大多数安达卢西亚穆斯林撤离西西里岛。然而，西奥多托斯也在这期间的一次小规模战斗中战死。
在兹亚达特·安拉一世统治期间（817-838），阿拉伯军队于公元824年哗变，直到836年在柏柏尔人的帮助下才勉强被镇压。自827年，阿萨德·伊本·弗拉特率军进攻拜占庭的西西里岛，也是为了尝试在对外征服中逐渐重新去控制不羁的军队，但他们直到902年才攻克拜占庭在该岛的最后一个军事据点。接着阿拉伯军队不断袭击甚至掠夺意大利本土，其中包括846年洗劫罗马大教堂。直到10世纪，阿格拉布逐渐失去了对西西里岛阿拉伯军队的控制，该岛出现了一个新的王朝卡尔比兹。

### 鼎盛时期
阿格拉布王朝在艾哈迈德·伊本·穆罕默德·阿格拉比（856-863）的统治下达到了顶峰。得力于罗马帝国时期遗留灌溉系统的扩建，易弗里基叶以其肥沃的土地和发达的农业而成为一个重要的经济力量。它是伊斯兰世界与拜占庭和意大利之间贸易的重要焦点，尤其是利润丰厚的奴隶贸易。这个时期凯鲁万成为马格里布最重要的学习中心，同时也是诗人的聚集地，并以神学和法学领域而闻名。阿格拉布埃米尔还资助了许多建筑，尤其是重建乌克巴清真寺，并发展了一种结合阿拔斯式建筑与拜占庭式建筑的新建筑形式。

### 王朝的衰败
在易卜拉欣二世·伊本·艾哈迈德（875-902）的统治下，王朝开始走向衰败。这段时期，阿格拉布不得不应对来自埃及突伦王朝以及東羅馬馬其頓王朝的进攻，同时又折损大量兵力镇压柏柏尔人的起义。此外在893年，库塔马的柏柏尔人开始参与到什叶派的法蒂玛推翻阿格拉布的战斗中。阿卜杜拉·马赫迪·比拉攻陷凯鲁万和拉卡达，并宣誓效忠人民。909年，阿格拉布王朝被灭，并由法蒂玛王朝所取代。

## 统治者
- 易卜拉欣一世·伊本·阿格拉布·伊本·萨里木（英语：Ibrahim I ibn al-Aghlab）（800–812）
- 阿卜达拉一世·伊本·易卜拉欣（Abdallah I of Ifriqiya，812–817）
- 兹亚达特·安拉一世·伊本·易卜拉欣（英语：Ziyadat Allah I of Ifriqiya）（817–838）
- 阿格拉布·阿布·伊卡尔·伊本·易卜拉欣（al-Aghlab Abu Iqal ibn Ibrahim，838–841）
- 阿布·阿拔斯·穆罕默德一世·伊本·阿格拉比·阿比·阿凡（英语：Muhammad I Abu 'l-Abbas）（841–856）
- 艾哈迈德·伊本·穆罕默德·阿赫拉布 (Ahmad ibn Muhammad al-Aghlabi，856–863)
- 兹亚达特·安拉二世·伊本·阿比尔-阿拔斯（Ziyadat Allah II of Ifriqiya，863）
- 阿布·加拉尼克·穆罕默德二世·伊本·艾哈迈德（英语：Muhammad II of Ifriqiya）（863–875）
- 阿布·伊沙克·易卜拉欣二世·伊本·艾哈迈德（英语：Ibrahim II of Ifriqiya）（875–902）
- 阿布·阿拔斯·阿卜达拉二世·伊本·易卜拉欣（英语：Abdallah II of Ifriqiya）（902–903）
- 阿布·穆德哈·兹亚达特·安拉三世·伊本·阿卜达拉（英语：Ziyadat Allah III of Ifriqiya）（903–909）

## 相关书籍
- Georges Marçais, "Aghlabids," Encyclopedia of Islam, 2nd ed., Vol. I, pp. 699–700.
- Mohamed Talbi, Emirat Aghlabide, Paris: Adrien Maisonneuve, 1967.
- Maurice Vonderheyden, La Berbérie orientale sous la dynastie des Benoû l-Aṛlab, 800-909, Paris: Geuthner, 1927.
- Versteegh, Kees. . Columbia University Press. 1997.